# Ceca hitovi 3 (2003)
Ceca hitovi 3 je sedma glasbena kompilacija srbske pop-folk pevke Svetlane Ražnatović - Cece, ki je leta 2003 izšla v beograjski založbeni hiši Hi-Fi centar.  
To je obenem tudi tretja od petih kompilacij, kolikor jih je v zadnjih nekaj let objavila omenjena založbena hiša: Ceca hitovi 1, Ceca hitovi 2, Ceca hitovi 3, Ceca balade in Ceca hitovi.
Na kompilaciji so uspešnice z albumov, ki jih je pevka izdala v obdobju med leti 1989 in 2001.

## Seznam skladb
| CD in MC različica | CD in MC različica                       | CD in MC različica                       | CD in MC različica             | CD in MC različica |
| Št.                | Naslov                                   | Pisec                                    | Album                          | Dolžina            |
| ------------------ | ---------------------------------------- | ---------------------------------------- | ------------------------------ | ------------------ |
| 1.                 | „Megamix‟                                | A. Radulović, Knez, M. Tucaković         | /                              | 11:08              |
| 2.                 | „Bruka‟                                  | A. Milić, M. Tucaković, Lj. Jorgovanović | Decenija                       | 3:18               |
| 3.                 | „Crni sneg (duet Aca Lukas)‟             | H. Varešanović, M. Tucaković             | Ceca 2000                      | 3:48               |
| 4.                 | „Nevaljala‟                              | A. Milić, M. Tucaković                   | Maskarada                      | 3:30               |
| 5.                 | „Ko na grani jabuka (duet Željko Šašić)‟ | A. Radulović, M. Tucaković               | Gori more (Željko Šašić album) | 3:57               |
| 6.                 | „Zabranjeni grad‟                        | A. Milić, M. Tucaković, Lj. Jorgovanović | Decenija                       | 4:44               |
| 7.                 | „Kad bi bio ranjen‟                      | A. Milić, M. Tucaković                   | Emotivna luda                  | 3:51               |
| 8.                 | „Sto put sam se zaklela‟                 | D. Ivanković, M. A. Kemiš                | Babaroga                       | 2:53               |
| 9.                 | „Ko nekad u 8‟                           | A. Radulović, M. Tucaković               | Ja još spavam                  | 3:18               |
| 10.                | „Pogrešan broj‟                          | A. Milić, M. Tucaković                   | Maskarada                      | 4:05               |
| 11.                | „Dođi...‟                                | D. Ivanković, S. Zgrađanin, M. Kodić     | Ludo srce                      | 3:50               |
| 12.                | „Sviće dan‟                              | M. Vukašinović, M. Tucaković             | Ceca 2000                      | 3:25               |
| 13.                | „Doktor‟                                 | A. Milić, M. Tucaković                   | Emotivna luda                  | 3:07               |
| 14.                | „Izbriši vetre trag‟                     | M. A. Kemiš, S. Spasić                   | Babaroga                       | 3:58               |
| 15.                | „Vreteno‟                                | A. Milić, M. Tucaković                   | Maskarada                      | 3:50               |
| 16.                | „Ludo srce‟                              | D. Ivanković, O. Makić                   | Ludo srce                      | 4:24               |
| 17.                | „Eh, teško meni‟                         | M. Mijatović, V. Petković, M. A. Kemiš   | Ceca (glasbeni album)          | 3:54               |
| 18.                | „Beograd - remix‟                        | Tradicional, Dream team                  | /                              | 6:41               |
| Skupna dolžina:    | Skupna dolžina:                          | Skupna dolžina:                          | Skupna dolžina:                | 77:49              |

## Ostale informacije
- Glasbeni urednik: Vicko Milatović
- Glavni in odgovorni urednik: Nenad Raićević in Nenad Čajić
- Založba: Hi-fi centar, Beograd

## Zgodovina objave zgoščenke
| Država               | Datum | Založba      | Oblika |
| -------------------- | ----- | ------------ | ------ |
| Srbija in Črna gora  | 2003  | Lucky sound  | CD, MC |
| EU                   | 2003  | Hi-fi centar | CD     |
| Slovenija            | 2003  | Hi-fi centar | CD     |
| Hrvaška              | 2003  | Hi-fi centar | CD     |
| Makedonija           | 2003  | Hi-fi centar | CD, MC |
| Bosna in Hercegovina | 2003  | Intakt       | CD, MC |